# Thaumastocoridae
I Taumastocoridi (Thaumastocoridae Kirkaldy, 1908) sono una piccola famiglia di insetti Cimicomorfi (Rhynchota Heteroptera) presenti in zone tropicali dell'Australia, dell'India e dell'America. Rappresentano l'unico raggruppamento compreso nella superfamiglia Thaumastocoroidea.

## Descrizione e biologia
Hanno il corpo di piccole dimensioni, slanciato e appiattito in senso dorso-ventrale, con capo libero, provvisto di occhi più o meno peduncolati e antenne lunghe, di 4 articoli. Il rostro  è anch'esso formato da 4 segmenti. Alcune specie sono provviste dello stesso organo sonoro dei Reduvidi: il prosterno porta una fossetta zigrinata sulla quale viene sfregato il rostro producendo un suono stridente.
Le zampe hanno tarsi composti da due segmenti, slanciati, con una o due unghie. Le emielitre hanno la regione membranosa priva di venature. Le gonapofisi maschili sono asimmetriche per l'assenza di uno o due parameri, mentre le femmine sono prive di ovopositore e spermateca.
Hanno un regime dietetico fitofago, con un elevato numero di specie vegetali attaccate. Le specie australiane sono state ritrovate su Eucaliptus e altre Mirtacee, quelle americane possono essere particolarmente dannose su alcune palme.

## Sistematica
La famiglia si suddivide in due sottofamiglie, comprendenti 17 specie distribuite in sei generi :
- Sottofamiglia Thaumastocorinae

- Generi: Baclozygum, Onymocoris, Thaumastocoris, Wechina

- Sottofamiglia Xylastodoridinae

- Generi: Discocoris, Xylastodoris